# Paolo Alberti
Paolo Alberti (Milano, 3 aprile 1972) è un ex cestista italiano.
È fratello di Lorenzo Alberti.

## Carriera

### Nazionale
Con la maglia azzurra i suoi successi più significativi, anche se ottenuti con selezioni azzurre sperimentali:
- argento ai Goodwill Games del 1994 disputatisi a San Pietroburgo
- argento ai Giochi del Mediterraneo del 1997 disputatisi a Bari

## Palmarès

### Club
- Campionato italiano: 1

Olimpia Milano: 1995-96
- Coppa Italia: 1

Olimpia Milano: 1996
- Coppa Korać: 1

Olimpia Milano: 1992-93

#### Nazionale
- Europei Under-20:

 Slovenia 1994